# Вісьнев (Седлецький повіт)
Вісьнев (пол. Wiśniew) — село в Польщі, у гміні Вішнев Седлецького повіту Мазовецького воєводства.
Населення — 875 осіб (2011).
У 1975-1998 роках село належало до Седлецького воєводства.

## Демографія
Демографічна структура станом на 31 березня 2011 року:
|          | Загалом | Допрацездатний вік | Працездатний вік | Постпрацездатний вік |
| -------- | ------- | ------------------ | ---------------- | -------------------- |
| Чоловіки | 439     | 112                | 290              | 37                   |
| Жінки    | 436     | 94                 | 281              | 61                   |
| Разом    | 875     | 206                | 571              | 98                   |